# Аррецина Тертулла
Арреци́ла Терту́лла (лат. Arrecina Tertulla; род. I век) — первая супруга римского императора Тита.
Отца Тертуллы звали Марк Аррецин Клемент. Клемент был почётным преторианским префектом, служившим в 38 году во времена правления императора Калигулы. Мать Тертуллы могла носить имя Юлия, и у неё был брат по имени Марк Аррецин Клемент, который также служил префектом претории в 70 году при императоре Веспасиане.
Её имя — Тертулла — вариант имени Терция. Терция в переводе с латыни означает «третья дочь». Существует вероятность, что Тертулла связана с семьёй Веспасиана по отцовской линии. Бабушка Веспасиана по отцовской линии также носила имя Тертулла.
Очень мало известно о семье Тертуллы и её жизни. В 62 году Тертулла вышла замуж за будущего императора Тита, который был первым сыном Веспасиана. Этот брак не продлился долго, поскольку спустя некоторое время после свадьбы Тертулла умерла. У Тита и Тертуллы не было детей. В 63 году Тит во второй раз женился на Марции Фурнилле.